# Lista chorążych reprezentacji Salwadoru na igrzyskach olimpijskich

Flaga Salwadoru

Lista chorążych reprezentacji Salwadoru na igrzyskach olimpijskich – lista zawodników i zawodniczek reprezentacji Salwadoru, którzy podczas ceremonii otwarcia nowożytnych igrzysk olimpijskich nieśli flagę narodową. Salwador startował jedynie na letnich igrzyskach olimpijskich.

## Chronologiczna lista chorążych
| Lp. | Rok i miejsce     | Chorąży            | Dyscyplina           |
| --- | ----------------- | ------------------ | -------------------- |
| 1   | 1968, Meksyk      | Salvador Vilanova  | pływanie             |
| 2   | 1972, Monachium   | Salvador Vilanova  | pływanie             |
| 3   | 1984, Los Angeles | Kriscia García     | Lekkoatletyka        |
| 4   | 1988, Seul        | Gustavo Manzur     | Zapasy               |
| 5   | 1992, Barcelona   | María José Marenco | pływanie             |
| 6   | 1996, Atlanta     | Juan Vargas        | Judo                 |
| 7   | 2000, Sydney      | Eva Dimas          | Podnoszenie ciężarów |
| 8   | 2004, Ateny       | Evelyn García      | Kolarstwo            |
| 9   | 2008, Pekin       | Eva Dimas          | Podnoszenie ciężarów |
| 10  | 2012, Londyn      | Evelyn García      | Kolarstwo            |
| 11  | 2016, Rio         | Lilian Castro      | Strzelectwo          |